# 柳叶水麻
柳叶水麻（学名：Debregeasia saeneb）是荨麻科水麻属的植物。分布于非洲、克什米尔地区、伊朗、阿富汗、尼泊尔以及中国大陆的西藏、新疆等地，生长于海拔1,700米至2,300米的地区，常生长在山谷常绿阔叶林林缘湿润处，目前尚未由人工引种栽培。